# 盐水沟

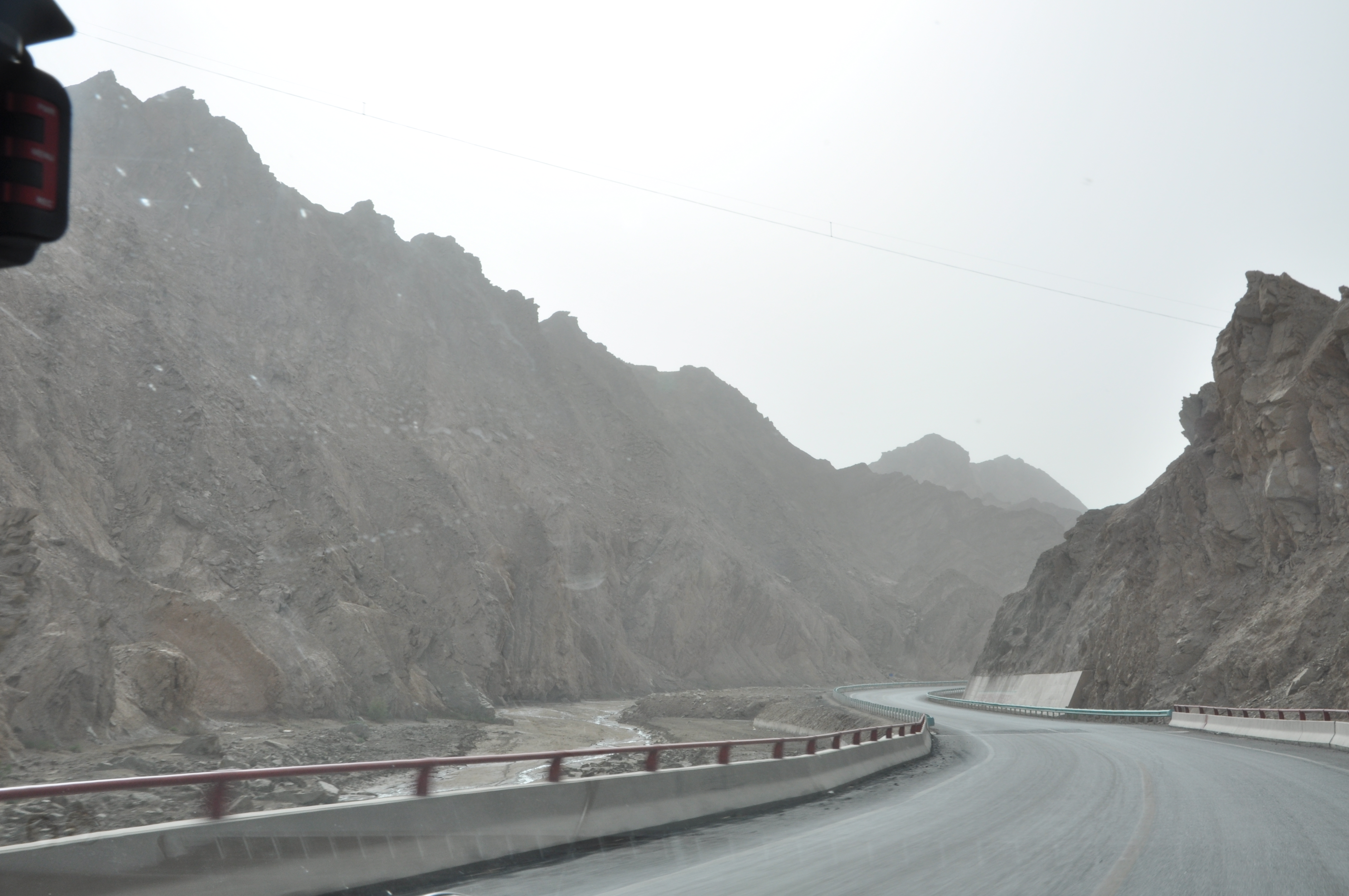
穿行在盐水沟库车大峡谷的独库公路

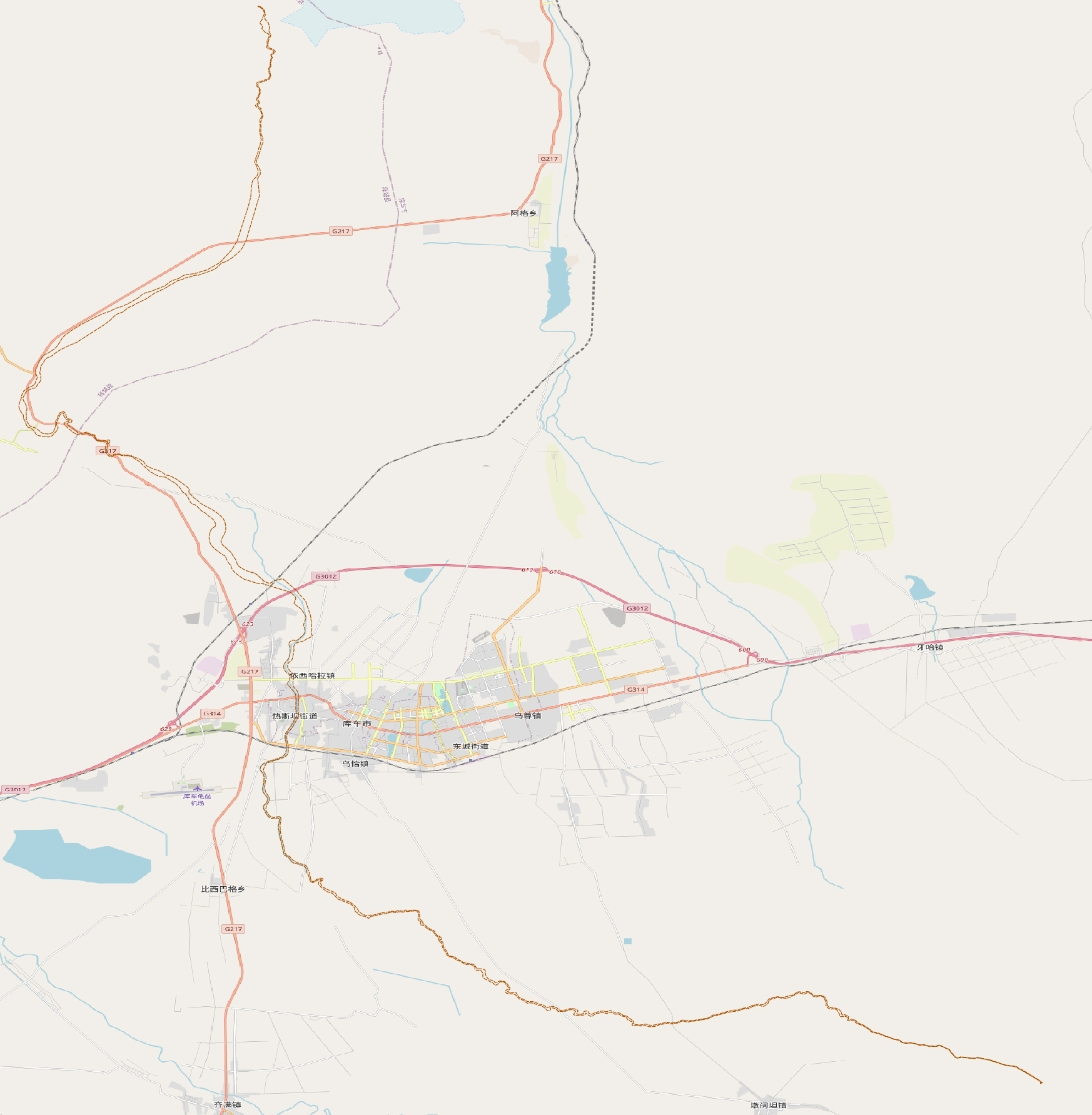
阿克苏政府网公布的的盐水沟河道管理范围

盐水沟，位于中华人民共和国新疆维吾尔自治区阿克苏地区拜城县与库车市之间的一条季节性山洪沟，起自拜城县东北部却勒塔格山以北的一个浅山盆地内，蜿蜒向南，于盐水沟自然村附近转向东南，经过长约10千米的盐水沟峡谷（俗称库车大峡谷）后出山口进入库车市境内的山前平原，向南穿过库车市西部市区后逐渐转东南流，下行约25千米后汇入库车河西支喀郎古艾肯河，水量最终散失于塔里木河北岸湿地中。河流全长63米，盐水沟峡谷口以上集水面积470平方千米，年均径流量约2300万立方米。盐水沟以降水和地下水补给为主。中游峡谷段一般有涓涓细流，山口以下河段平时断流，唯发生暴雨洪水时有水流至山口以下平原区。盐水沟峡谷山石嶙峋，景色壮丽，贯穿天山南北的217国道沿峡谷溯流而上，此段国道也被称为独库公路。峡谷现已成为新疆阿克苏知名景点。
盐水沟在出山口后在库车境内的河段在天地图等地图中被标注为“库车琼萨依”或“库车河”。但是阿克苏政府2020年公布的盐水沟河道管理范围（见右图）与《中国河湖大典·西北诸河卷》描述的基本相符，流经阿克苏市西部的实际上即为盐水沟。